# Gerry Johansson
Gerry Johansson, född 5 maj 1945 i Örebro, är en svensk fotograf och tidigare förläggare. Han är känd för sina svartvita bilder av folktomma, ibland lätt absurda, småstadsmiljöer.

## Biografi
Gerry Johansson är född i Örebro men uppväxt i Varberg. Som 12-åring gick han med i en fotoklubb och började fotografera. Han blev 1961 utsedd till svensk skolmästare i färgfotografering. På 1960-talet bodde han ett år hos släktingar i New Jersey i USA. Därefter följde utbildning i grafisk formgivning på Konstindustriskolan i Göteborg. Det var också där han träffade sin blivande hustru, keramikern Ann Jansson. Paret flyttade till Helsingborg och bor sedan mitten av 1980-talet i Höganäs.
Redan på 1960-talet hade Johansson frilansat som fotograf för motortidningar som Illustrerad Motorsport och Teknik för Alla. Runt 1970 arbetade han som grafisk formgivare, först på tidskriften Populär fotografi och sedan på Aktuell fotografi, en tidskrift han var med om att starta. Han skrev där också artiklar med fototips och test av kamerautrustning. Aktuell fotografi fungerade som bas för det nya förlaget Fyra förläggare som var inriktat på fotoböcker. Johansson var en av de ”fyra förläggarna”. Tillsammans med ett par kolleger gav han på förlaget ut flera böcker om fotografering.

## Fotografi
1980 gav Gerry Johansson ut en bok med egna fotografier tagna 1976-1980. Han lämnade förlagsvärlden i mitten av 1980-talet för att helt ägna sig åt fotografi. Som frilans har han illustrerat böcker och skrifter om konst, arkitektur mm. Efter starten 1980 har följt en lång rad av fotoböcker, dels verk där han illustrerar andras texter, dels böcker helt ägnade åt de egna bilderna. Bibliotekskatalogen Libris listar 57 titlar av Johansson 2021, 44 på svenska och 13 på engelska. Han har tagit också uppdrag som porträttfotograf.
Han arbetar med svartvit film, alltså inte digitalt, ibland med en Hasselbladkamera men oftast med Rolleiflex. I källaren i sin Höganäsvilla har han sitt mörkrum.

### Bildvärld
Gerry Johanssons bildvärld, alltså motiv han själv valt att fotografera, är mycket speciell:
- ”Johansson har den där exceptionella förmågan att lyfta det som vid första anblicken kan upplevas trivialt till subtilt poetiska dokument.”[14]
- ”[Hans visuella värld] kännetecknas av avskalad geometri, ödslighet och en ständigt närvarande absurdism”, skrev juryn för Svenska fotobokspriset.[6]
- ”Is Gerry Johansson the World’s Most Antisocial Photographer?” undrade tidskriften Vice i en rubrik.[15]

Johanssons svartvita foton visar städer och landskap helt utan människor. Det är oftast små städer, ibland större städer och ibland landsbygd, folktomt men med spår av människor. Han undviker människor i sina bilder därför att om människor syns dras betraktarens blick mot dem. Målet är i stället att lyfta fram hur människorna har påverkat landskapet. Han har fotograferat många mindre orter i Sverige, platser i Tyskland, Tokyo, Ulan Bator, Antarktis och inte minst land och stad i USA. Bland inspiratörer nämner han de amerikanska fotograferna Robert Adams, William Eggleston, Walker Evans, Lee Friedlander och Paul Strand.

### Utställningar
Gerry Johansson har haft separatutställningar på Moderna Museet i Stockholm 1982, 2003 och 2013 och är även representerad i museets samling. Han har ställt ut på Hasselblad center i Göteborg 2007, på Malmö konsthall 2014 och på många andra ställen. När han visar sina foton offentligt är bilderna ofta många men i litet format. Det tvingar betraktaren att ställa sig nära och därmed isolera sig från störande intryck. Bilderna är svartvita och formatet oftast kvadratiskt. Han vill inte skriva en berättelse utan varje bild skall ses separat.

### Utmärkelser
- 1994 – Naturvårdsverkets utmärkelse ”Årets naturfotograf”.
- 2005 – K W Gullers stipendium.
- 2012 – Sveriges Bildkonstnärsfonds Stora stipendium.
- 2011 – Region Skånes kulturpris.
- 2019 – Lars Tunbjörk-priset.
- 2020 – Höganäs kommuns kulturpris[19]
- 2024 –  Prins Eugen-medaljen[20]